# Triglav-gentiaan
De Triglav-gentiaan (Gentiana terglouensis) is een plant de gentiaanfamilie die endemisch is in de zuidelijke en oostelijke Alpen.
De plant is herkenbaar aan zijn kleine, ovale blaadjes, en de fijne, hemelsblauwe, okselstandige, buisvormige bloemen met spitse kroonslippen.

## Naamgeving enetymologie
- Synoniemen: Calathiana terglouensis (Hacq.) Holub
- Engels: Triglav gentian
- Frans: Gentiane de Triglav
- Duits: Triglav-enzian
- Italiaans: Genziana del monte Tricorno

De botanische naam Gentiana is ontleend aan Gentius, koning van Illyrië, die de genezende eigenschappen ontdekt zou hebben. De soortaanduiding terglouensis verwijst naar de vindplaats, de berg Triglav in de Julische Alpen.

## Kenmerken
De Triglav-gentiaan is een lage, overblijvende, kruidachtige plant, met een wortelrozet en een korte, rechtopstaande bloemstengel voorzien van kruisgewijs tegenoverstaande stengelbladeren. De bladeren zijn klein, lichtgroen, eirond tot lancetvormig en hebben een gave bladrand.
De bloemen staan alleen of met enkele samen in de oksels van de bovenste stengelbladeren. Ze zijn vijftallig. De kelkblaadjes zijn gefuseerd tot een kelkbuis met vijf lange, spitse, gekielde tanden. De  hemelsblauwe kroon is opgericht, buisvormig, met vijf uitgespreide, spitse kroonslippen.
De plant bloeit van juni tot augustus.

## Gelijkende en verwante soorten
De Triglav-gentiaan kan van de gelijkende voorjaarsgentiaan (Gentiana verna) onderscheiden worden door de bloeitijd (later in de zomer) en de kleine, ovale blaadjes, en van de Beierse gentiaan (G. bavarica) door de kleinere blaadjes en de bloem met spitse in plaats van afgeronde bloemslippen.

## Habitaten verspreiding
De Triglav-gentiaan groeit in de subalpiene en alpiene zone van het hooggebergte, op graslanden, puinhellingen en rotsen op kalkrijke bodems, tot op een hoogte van 2700 m.
Ze is endemisch voor Alpen, waar ze vooral voorkomt in de zuidelijke en oostelijke Alpen (oostelijk Zwitserland, Oostenrijk, Noord-Italië en Slovenië)
... · 
G. acaulis (Kochs gentiaan) · 
G. angustifolia (Smalbladige gentiaan) · 
G. asclepiadea (Zijdeplantgentiaan) · 
G. bavarica (Beierse gentiaan) · 
G. clusii (Grootbloemige gentiaan) · 
G. cruciata (Kruisbladgentiaan) · 
G. lutea (Gele gentiaan) · 
G. nivalis (Sneeuwgentiaan) · 
G. pneumonanthe (Klokjesgentiaan) · 
G. punctata (Gestippelde gentiaan) · 
G. purpurea (Purpergentiaan) · 
G. sino‑ornata (Chinese herfstgentiaan) · 
G. terglouensis (Triglav-gentiaan) · 
G. utriculosa (Blaasgentiaan) · 
G. verna (Voorjaarsgentiaan) · 
· ...